# Ulica Grodzka w Lublinie
 Ulica Grodzka w Lublinie  – główna ulica Starego Miasta, łączy rynek z Bramą Grodzką, kontynuowana jest przez ul. Bramową do Bramy Krakowskiej. Jej przebieg nie zmienił się od średniowiecza.

## Historia

### Średniowiecze
Droga istnieje od XIII wieku w niezmienionej postaci. Jej nazwa wywodzi się z faktu, że prowadzi ona do grodu na Zamku.
Zgodnie z jedną z hipotez za czasów Bolesława Wstydliwego miała miejsce pierwsza lokacja Lublina na prawie magdeburskim. Wtedy też z Czwartku przeniesiono targowisko na Grodzką. W 1471 roku miasto uzyskało zezwolenie króla Kazimierza IV Jagiellończyka na budowę wodociągu. Rurociąg przebiegał od Bramy Krakowskiej przez ul. Bramową, Grodzką, aż do (dawnego) Kościoła Farnego, gdzie skręcał w ul. Ku Farze w kierunku Placu Rybnego.
Dawniej ulica funkcjonowała pod łacińską nazwą Platea Castrensis.

### Nowożytność
Nazwa Grodzka jest używana od połowy XVI wieku. Stanowiła szlak handlowy w ciągu Via Regia stąd jej szerokość w stosunku do innych ulic. Pod koniec wieku XVIII na polecenie Komisji Dobrego Porządku została wybrukowana.

### XIX wiek
W XIX stuleciu otoczenie ulicy się zmieniło. Zlikwidowano cmentarz oraz zburzono Kościół pw. św. Michała Archanioła. W II połowie wieku zamontowano przy ulicy latarnie gazowe.

### XX wiek
W trakcie II wojny światowej przy ulicy mieściły się biura Judenratu. Dokonano w związku z tym podziału tak, aby od nr 11 do końca strony nieparzystej budynki były do dyspozycji Rady Żydowskiej, a od nr 14 do końca po stronie parzystej na mieszkania pracowników Urzędu Pracy oraz instytucji niemieckich. Wzdłuż ulicy aż do końca okupacji znajdował się drut kolczasty.

## Zabytki i otoczenie

### Kamienica Grodzka 1

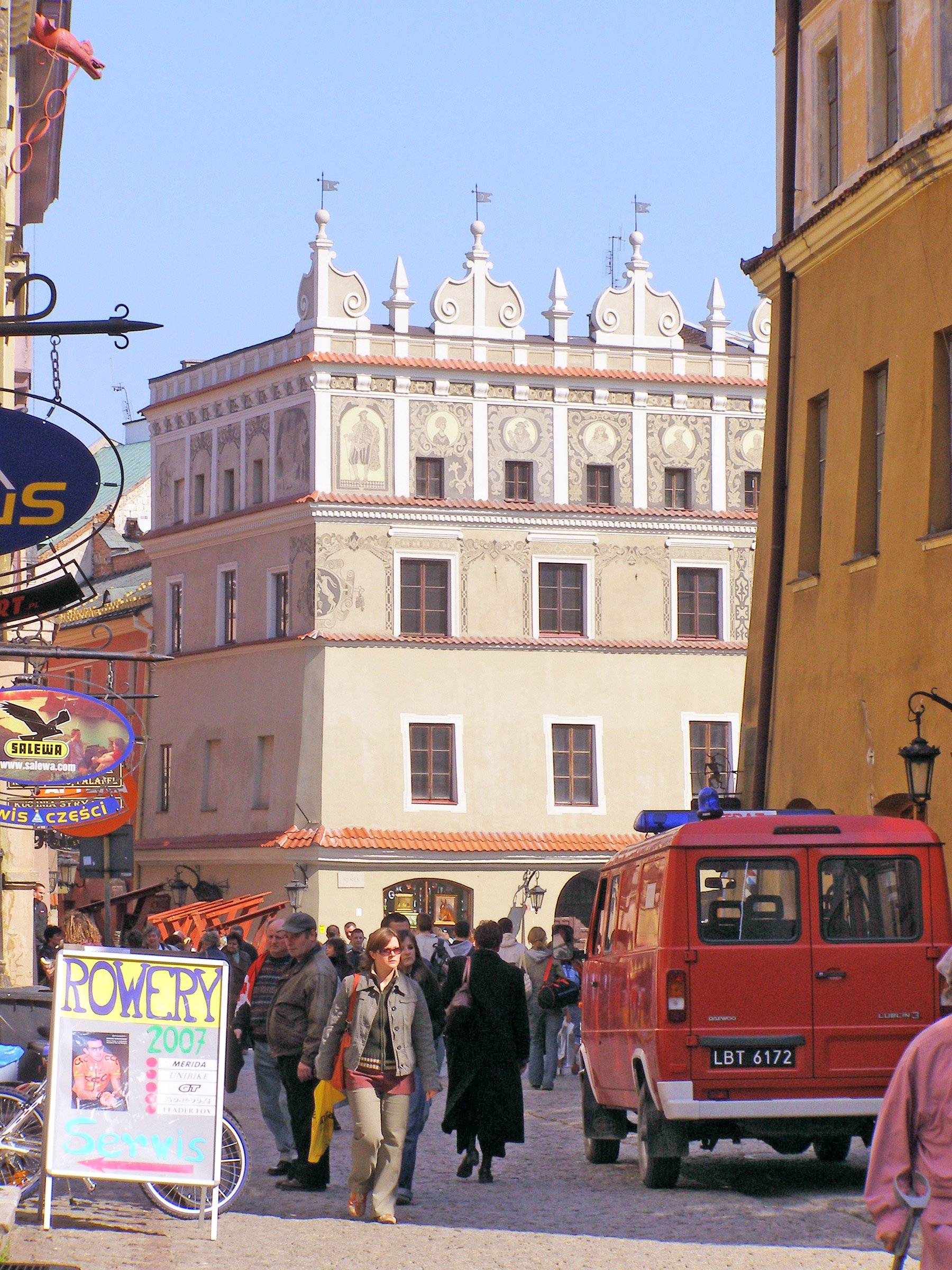
W tle widoczna kamienica Grodzka 1 od strony Rynku

Jest to boczna oficyna kamienicy przy rynku (Nr 6). Powstała po pożarze z roku 1575. Jest przyozdobiona barokowymi malowidłami z drugiej połowy XVII wieku. Po przebudowie dodano do niej attyki ze szczytami. Po 1630 właścicielami byli Cichoszewscy, posiadali oni w kamienicy aptekę i skład win. Od 1675 znajdowało się w niej seminarium księży świeckich. Po upadku powstania styczniowego kamienica przeszła na własność Skarbu Państwa, a w 1871 sprzedano ją rodzinie Margulesów. W trakcie renowacji kamienicy w 1954 roku dokonano swobodnej rekonstrukcji attyki z grzebieniem o architektonicznych streczynach. Na attyce umieszczono sgrafitta przedstawiające sceny z życia kupieckiego, autorstwa Lecha i Heleny Grześkiewiczów.

### Kamienica Grodzka 2
Wybudowano ją w pierwszej połowie XV wieku oraz poszerzono podczas budowy Bramy Rybnej w 1448 roku. W XVI wieku należała do Kiełbaszczyńskiego, a w 1680 zanotowano ją jako majątek Gryzonów. Być może w tamtym czasie zyskała renesansową attykę i sztukaterie. Około 1780 roku urządzano w niej reduty i bale maskowe. Budynek uległ pożarowi w 1803 roku. W trakcie rozbiórki Bramy Rybnej(1861–1863) kamienicę gruntownie przebudowano i podwyższono. Nad oknami parteru umieszczono napis majuskułą: (TV ES DO) MINVS MEVS, ADIVTOR MEVS PROTECTOR MEVS (Ps 28, 7) (dosł.) (Tyś jest) Panem moim, wspomożycielem moim i obrońcą moim. (BT5)  Pan moją mocą i tarczą!.

### Kamienica Grodzka 3
Zbudowana w XV wieku. W 1674 r. nazywana była przechodnią, gdyż jej sień powstała w przebiegu dawnej uliczki łączącej Grodzką z Archidiakońską. Pod koniec XVI wieku przejście zlikwidowano. Obecnie jest ono otwarte. Od 1794 stanowiła własność kościelną, a konkretnie ks. Piotra Makarewicza, scholastyka kolegiaty lubelskiej. W końcu XIX wieku dobudowano do niej III piętro. Gruntowny remont przeprowadzono w latach 1971–1987 według projektu arch. Jadwigi Jamiołkowskiej.

### Kamienica Grodzka 7
Składa się ona z 2 części. Starsza powstała w XVII wieku i znajduje się od bramy wejściowej na prawo, natomiast młodsza na początku XIX wieku od strony placu Po Farze. Na początku XIX stulecia stanowiła własność Karola Roizenberga, obrotnego kupca oraz lekarza. W 1807 urodził się w niej Wincenty Pol. Znajdował się w niej Instytut Nakadzań Lekarskich założony przez jej właściciela. Zakład powstał z myślą o zamożnej klienteli, jednak upadł nie doczekawszy się kuracjuszy. Obecnie mieści się w niej siedziba Oddziału Lubelskiego Pracowni Konserwacji Zabytków.

### Plebania nr 11

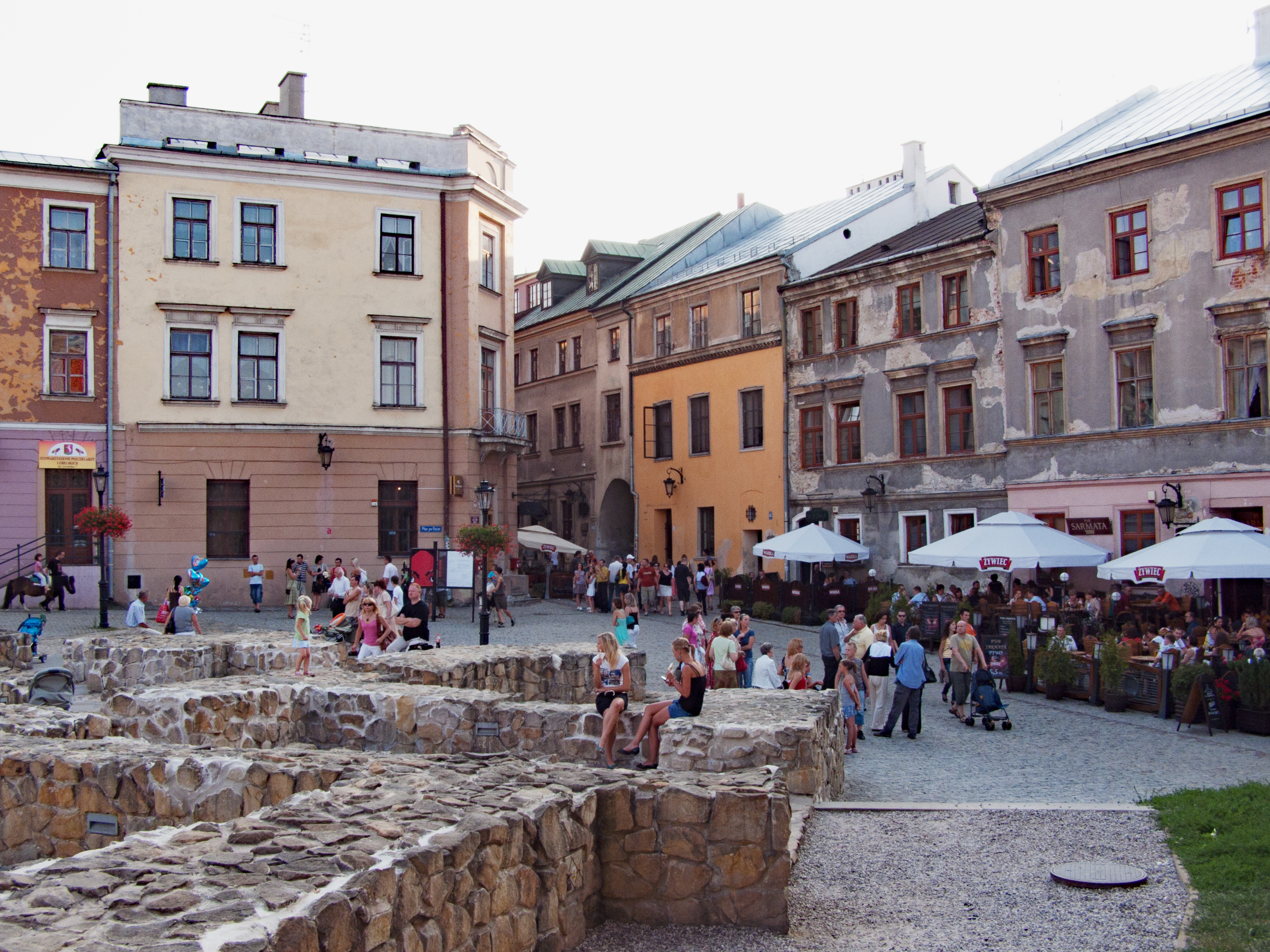
Budynek dawnej plebanii od strony placu Po Farze

Był to budynek plebanii nieistniejącego już kościoła farnego. W 1575 roku został zniszczony przez pożar. Nowy budynek powstał w XVII wieku. Jednak brak informacji archiwalnych na jego temat. Od drugiej połowy XIX wieku do 1942 stanowił własność Gminy Wyznaniowej Żydowskiej. Mieściła się tam ochronka i dom starców nazwany później „Żydowskim grodzkim przytułkiem”. Został przejęty przez władze okupacyjne 9 V 1941 roku, a po wyzwoleniu stał się własnością miasta. W latach 1944–1946 znajdował się w nim dom starców, a 1947–1970 dom dziecka. 1 X 1970 przekazano go MDK Pod Akacją.

### Hotel Alter

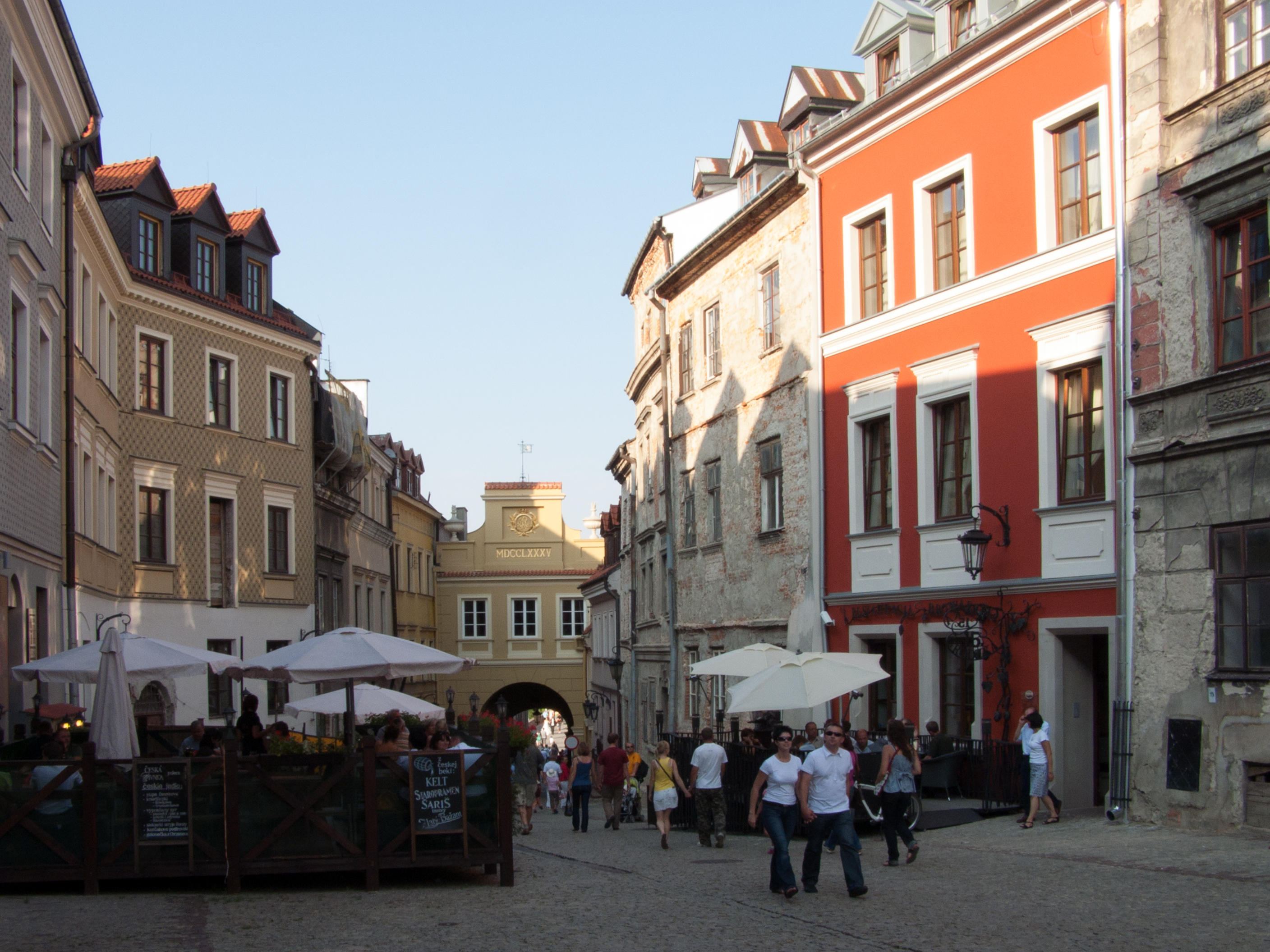
Z lewej strony widoczny Hotel Alter

Budynek nosi nr 30, powstał w XVI wieku. Pierwszym właścicielem kamienicy był złotnik – Piotr Boniecki. W końcu XIX wieku właścicielem był niejaki Kopelman. W latach 1918–1940 pełnił funkcję handlową i rzemieślniczą. W 1936 jako mleczarnia. Obecnie w budynku mieści się Hotel Alter będący pierwszym i jak dotąd (2021) jedynym hotelem 5-gwiazdkowym w Lublinie. Mieszczą się w nim zwykłe pokoje jak również 2 apartamenty, w tym największy nazwany od nazwiska pierwszego właściciela apartamentem Bonieckiego.

### Brama Grodzka

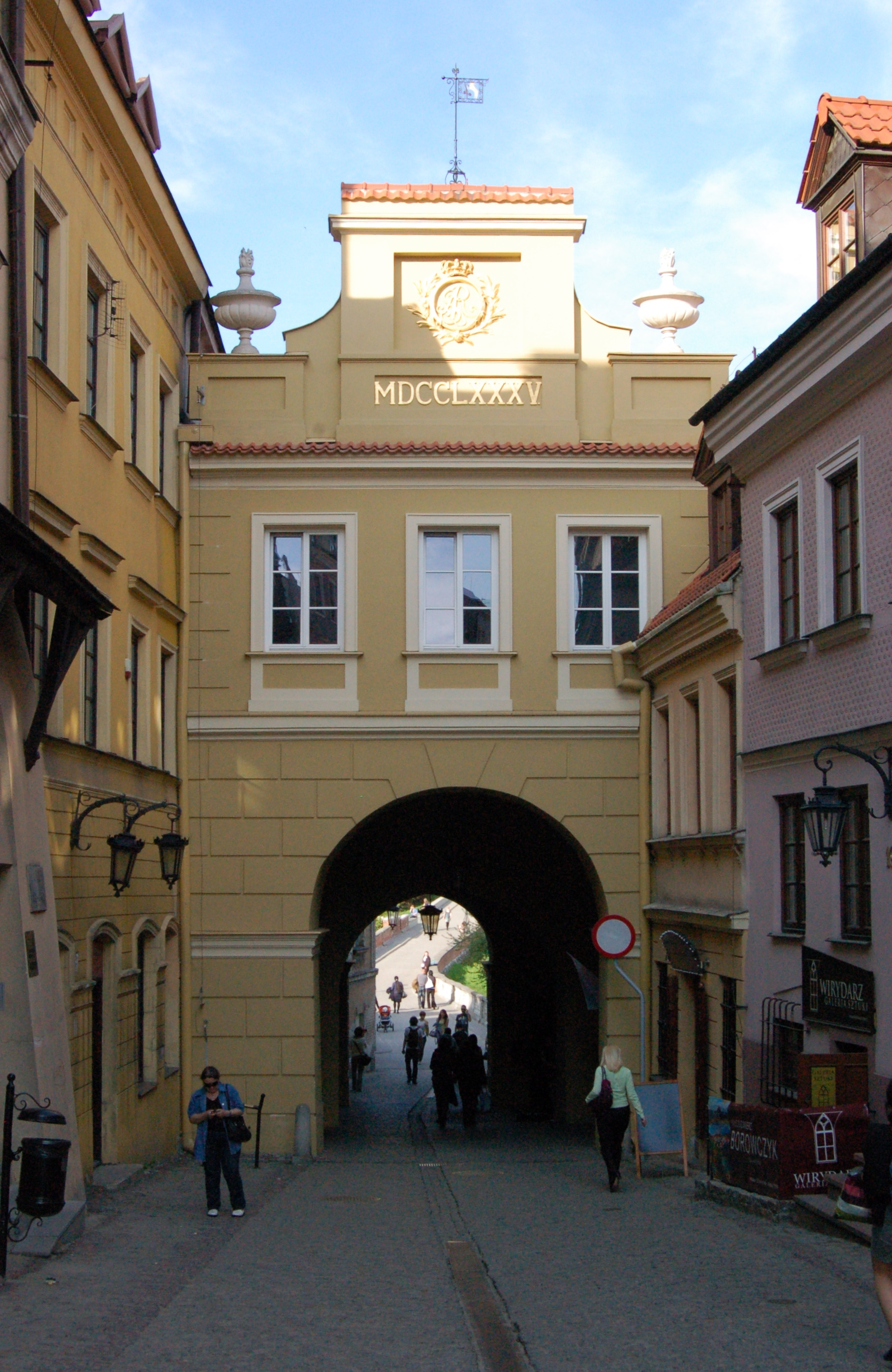
Brama Grodzka

Powstała jako element murów miejskich w 1341 r. Po 1660 dodano renesansową attykę. Bramę przebudowywano wiele razy. Ostatnia przebudowa miała miejsce w 1785 roku wg projektu Dominika Merliniego. Nabrała wtedy kształtów klasycystycznych. Stanowiła granicę zamieszkania Żydów stąd jej druga nazwa czyli Brama Żydowska. W czasie II wojny światowej była także granicą Ghetta.

## Przebieg
Ulica rozpoczyna się od rynku biegnąc w kierunku Bramy Grodzkiej. Przebiega między zwartą zabudową kamienic. Z prawej strony odchodzi od niej ulica Archidiakońska, a dalej po tej samej stronie znajduje się plac Po Farze. Natomiast wcześniej od ulicy odchodzi z lewej strony ul. Ku Farze. Kończy swój bieg w Bramie Grodzkiej, gdzie kontynuuje ją ul. Zamkowa.